# Biểu tình chống Trung Quốc 25 tháng 10 năm 2008

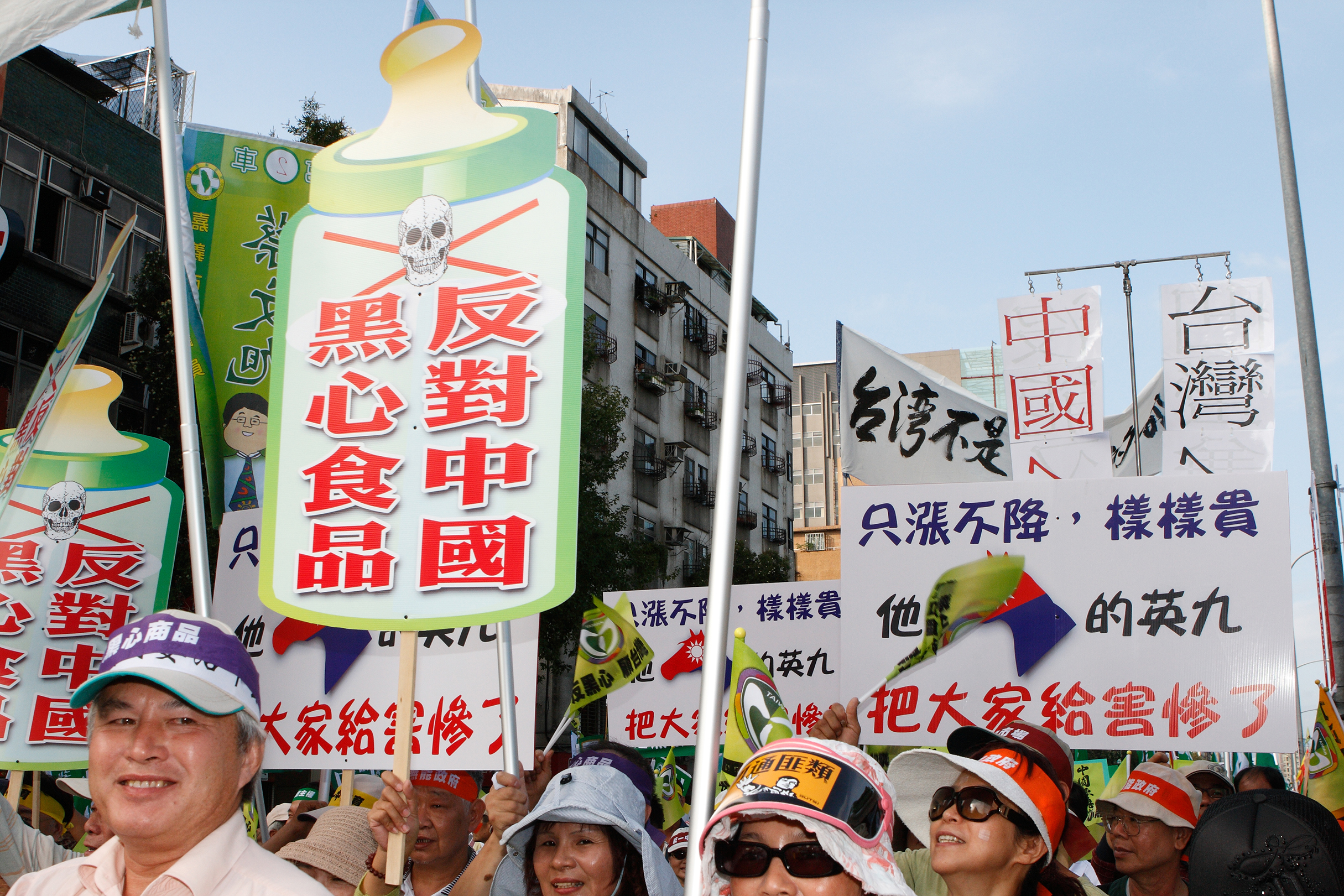
Những người biểu tình với biểu ngữ "chống thức ăn nhiễm độc của Trung Quốc".

Biểu tình chống Trung Quốc ngày 25 tháng 10 năm 2008 hay biểu tình 1025 là một cuộc biểu tình tại Đài Loan do đảng Đối lập Dân chủ Cấp tiến tổ chức, đã đả kích các nỗ lực của ông Mã Anh Cửu nhằm cải thiện mối quan hệ với Trung Hoa đại lục kể từ khi ông lên nhậm chức hồi tháng 5. Người tiền nhiệm của ông, cựu Tổng thống Trần Thủy Biển thuộc đảng Đối lập Dân chủ Cấp tiến, đã theo đuổi đường lối chống Trung Quốc và ủng hộ việc Đài Loan độc lập.
Khoảng nửa triệu người ủng hộ một quốc gia Đài Loan độc lập tuần hành chống chuyến viếng thăm tương lai của đặc sứ Trần Vân Lâm của Trung Quốc. Họ lo ngại Đài Loan sẽ bị sáp nhập vào một Trung Quốc thống nhất.

## Bối cảnh
Do sự vận động của ông Mã Anh Cửu, Đài Loan và Trung Quốc đã tái tục cuộc thương thảo hồi tháng 6 sau khi đã đình trệ trong gần 10 năm.
Vòng thứ nhì của cuộc thương thuyết cao cấp dự trù sẽ được tổ chức ở Đài Bắc vào đầu tháng 11 năm 2008, giữa đặc sứ Chen Yunlin, hiện là chủ tịch cơ quan bán chính thức Hiệp hội Liên hệ Qua Eo biển Đài Loan và ông Chiang Pin-kung đại diện phía Đài Loan.
Một chuyến viếng thăm của phụ tá ông Chen là ông Trương Minh Thanh một tuần trước đó để chuẩn bị cho chuyến đi này đã gặp trở ngại sau một vụ đối đầu với thành phần chống đối ở vùng Nam Đài Loan.
Ông Trương Minh Thanh đã bị một nhóm nhỏ người biểu tình rượt đuổi và xô té xuống đất, họ hô lớn "Đài Loan không của Trung Quốc."
Chính phủ Đài Loan nói cuộc thảo luận với ông Chen chỉ giới hạn vào lãnh vực kinh tế, kể cả việc khởi sự các chuyến bay chở hàng trực tiếp và việc mở rộng các chuyến bay hàng không dân sự cuối tuần hiện nay thành các chuyến bay hàng ngày.

## Cuộc biểu tình
Có khoảng 600.000 người thuộc phía đối lập đã tham gia cuộc biểu tình tuần hành qua thủ đô Đài Loan hôm Thứ Bảy 25 tháng 10 để bày tỏ sự phản đối chuyến viếng thăm sắp tới của đặc sứ cao cấp Trung Quốc. Họ nói rằng chuyến đi là một phần trong nỗ lực của Trung Quốc nhằm thiết lập sự kiểm soát của họ đối với Đài Loan.
Nhiều người biểu tình mặc áo thun với hàng chữ "Bảo vệ Đài Loan." Họ muốn Đài Loan được độc lập và lo ngại chuyến viếng thăm nằm trong nỗ lực thống nhất Trung Quốc. Đám đông biểu tình cũng cáo buộc Tổng thống Đài Loan Mã Anh Cửu là đã nhượng bộ quá nhiều và tháo gỡ quá vội vàng các giới hạn về mậu dịch và đầu tư với Trung Quốc.
"Chính quyền đã không có hành động để bảo vệ quyền lợi của người dân khi mở rộng cửa cho Trung Quốc," theo lời một người biểu tình Karin Hsieh.
Ông Trần Thủy Biển đã tham dự cuộc biểu tình, với đoàn người dài mấy dặm qua thủ đô Đài Bắc.

## Phản ứng
Tổng thống Mã Anh Cửu nói rằng ông sẽ lắng nghe lời nói của người dân và phản hồi sự phê bình của họ, nhưng quả quyết rằng hướng chính sách chính của chính phủ ông vẫn đúng nhất.

## Hình ảnh

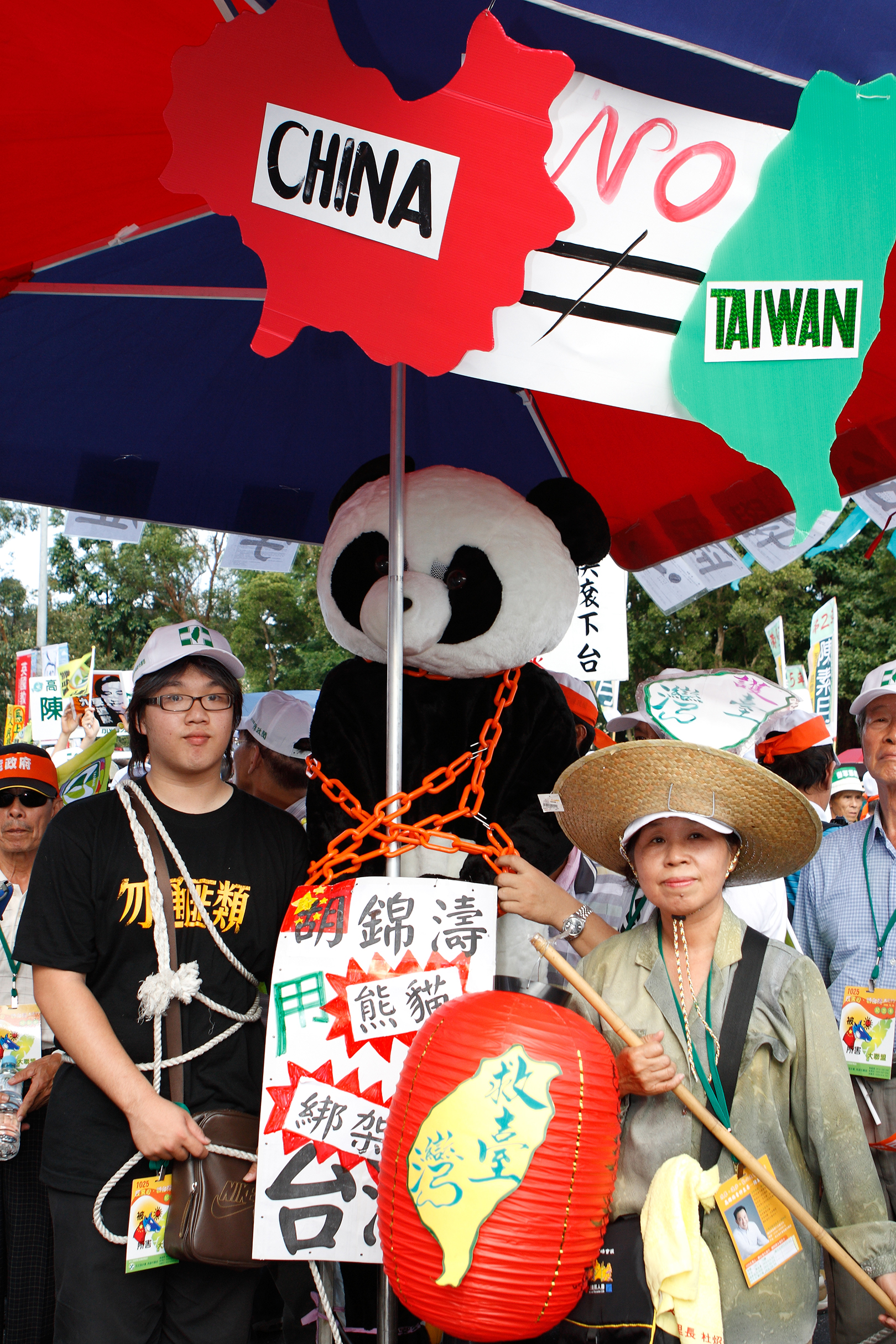
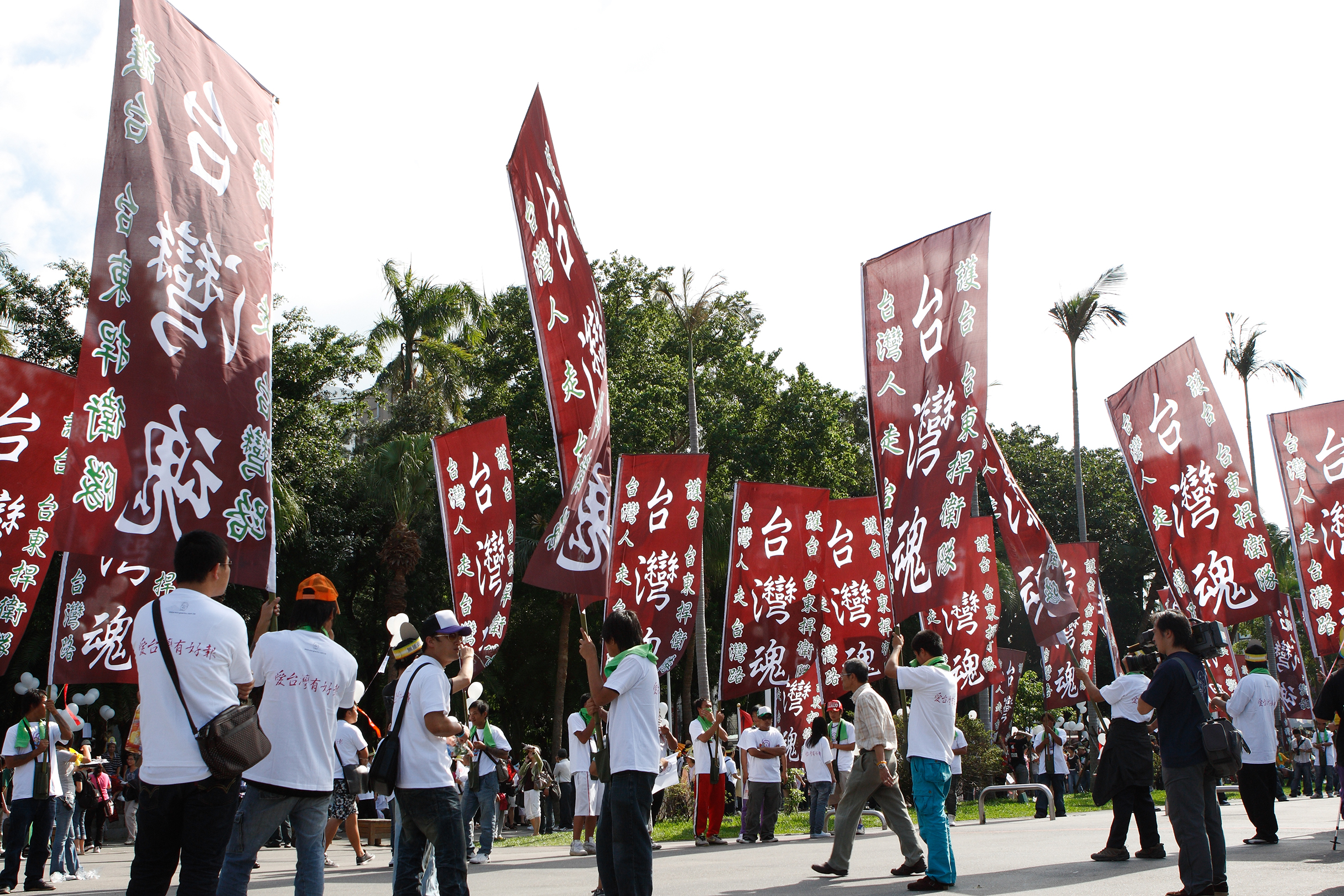
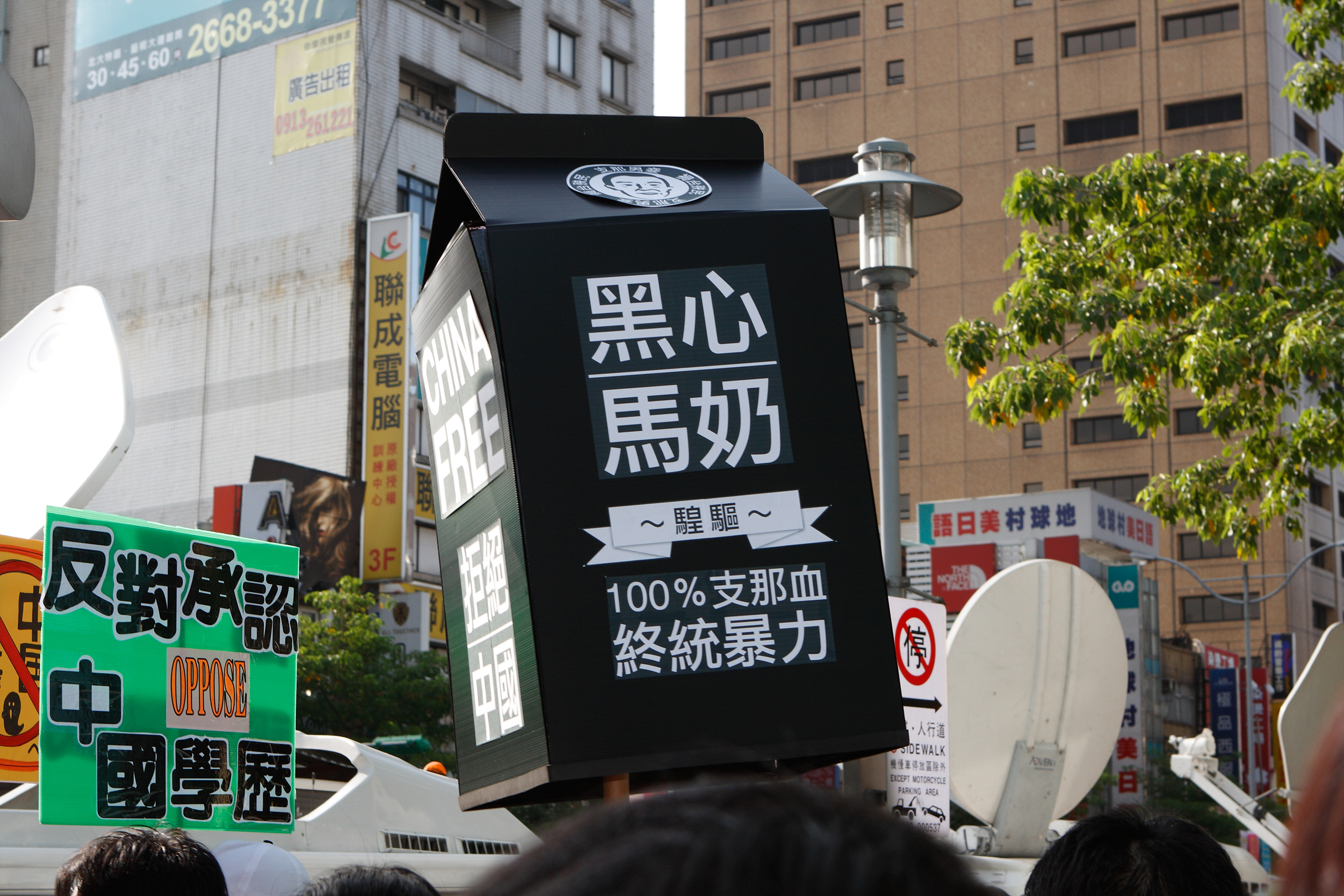
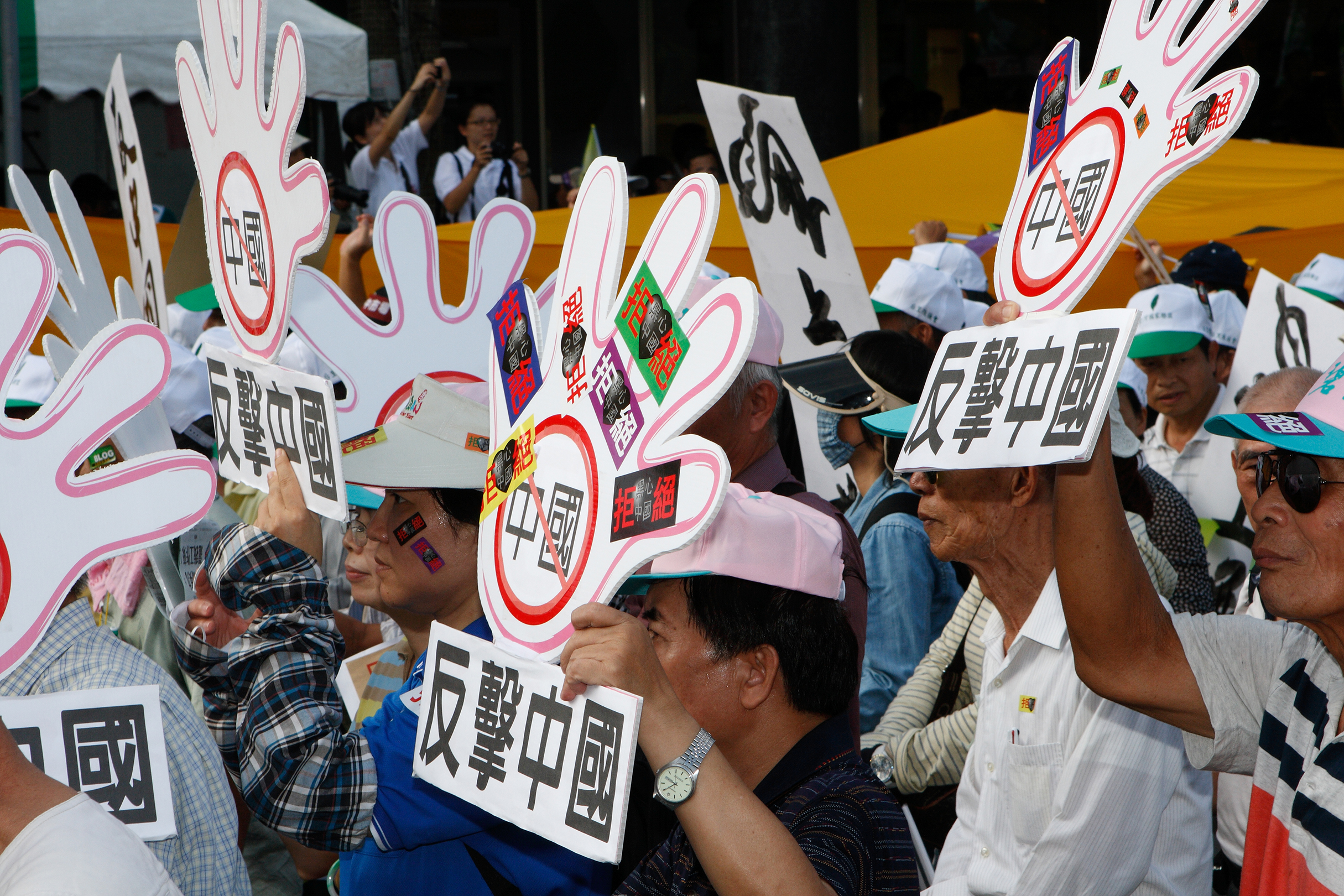